# Туреччина на Чемпіонаті світу з водних видів спорту 2015
Туреччина взяла участь у Чемпіонаті світу з водних видів спорту 2015, який пройшов у Казані (Росія) від 24 липня до 9 серпня.

## Плавання
Турецькі плавці виконали кваліфікаційні нормативи в дисциплінах, які наведено в таблиці (не більш як 2 плавці на одну дисципліну за часом нормативу A, і не більш як 1 плавець на одну дисципліну за часом нормативу B):
Чоловіки
| Спортсмен                                                      | Дисципліна                           | Попередній заплив | Попередній заплив | Півфінал        | Півфінал        | Фінал            | Фінал            |
| Спортсмен                                                      | Дисципліна                           | Час               | Місце             | Час             | Місце           | Час              | Місце            |
| -------------------------------------------------------------- | ------------------------------------ | ----------------- | ----------------- | --------------- | --------------- | ---------------- | ---------------- |
| Демір Атасой                                                   | 50 м вільним стилем                  | 23.16             | 40                | Завершив виступ | Завершив виступ | Завершив виступ  | Завершив виступ  |
| Демір Атасой                                                   | 50 м брасом                          | 28.38             | 36                | Завершив виступ | Завершив виступ | Завершив виступ  | Завершив виступ  |
| Демір Атасой                                                   | 100 м брасом                         | 1:02.35           | 39                | Завершив виступ | Завершив виступ | Завершив виступ  | Завершив виступ  |
| Іскендер Башлаков                                              | 50 м на спині                        | 25.94             | 33                | Завершив виступ | Завершив виступ | Завершив виступ  | Завершив виступ  |
| Дога Челік                                                     | 200 м вільним стилем                 | 1:50.38           | 42                | Завершив виступ | Завершив виступ | Завершив виступ  | Завершив виступ  |
| Кемал Арда Гюрдал                                              | 100 м вільним стилем                 | 49.80             | 35                | Завершив виступ | Завершив виступ | Завершив виступ  | Завершив виступ  |
| Незир Карап                                                    | 400 м вільним стилем                 | 3:50.07           | =21               | Н/Д             | Н/Д             | Завершив виступ  | Завершив виступ  |
| Незир Карап                                                    | 1500 м вільним стилем                | 15:32.60          | 31                | Н/Д             | Н/Д             | Завершив виступ  | Завершив виступ  |
| Алпкан Орнек                                                   | 200 м комплексом                     | 2:03.93           | 29                | Завершив виступ | Завершив виступ | Завершив виступ  | Завершив виступ  |
| Алпкан Орнек                                                   | 400 м комплексом                     | 4:22.72           | 27                | Н/Д             | Н/Д             | Завершив виступ  | Завершив виступ  |
| Дорук Текін                                                    | 100 м на спині                       | 56.57             | 43                | Завершив виступ | Завершив виступ | Завершив виступ  | Завершив виступ  |
| Іскендер Башлаков Дога Челік Каан Тюркер Аяр Кемал Арда Гюрдал | естафета 4x100 метрів вільним стилем | 3:17.97           | 15                | Н/Д             | Н/Д             | Завершили виступ | Завершили виступ |
| Незир Карап Дога Челік Каан Тюркер Аяр Кемал Арда Гюрдал       | естафета 4x200 метрів вільним стилем | 7:22.15           | 21                | Н/Д             | Н/Д             | Завершили виступ | Завершили виступ |
| Дорук Текін Демір Атасой Каан Тюркер Аяр Кемал Арда Гюрдал     | естафета 4x100 метрів комплексом     | 3:40.46           | 18                | Н/Д             | Н/Д             | Завершили виступ | Завершили виступ |

Жінки
| Спортсменка                                                              | Дисципліна                           | Попередній заплив | Попередній заплив | Півфінал         | Півфінал         | Фінал            | Фінал            |
| Спортсменка                                                              | Дисципліна                           | Час               | Місце             | Час              | Місце            | Час              | Місце            |
| ------------------------------------------------------------------------ | ------------------------------------ | ----------------- | ----------------- | ---------------- | ---------------- | ---------------- | ---------------- |
| Катерина Аврамова                                                        | 100 м вільним стилем                 | 56.51             | 42                | Завершила виступ | Завершила виступ | Завершила виступ | Завершила виступ |
| Катерина Аврамова                                                        | 50 м на спині                        | 29.60             | 34                | Завершила виступ | Завершила виступ | Завершила виступ | Завершила виступ |
| Катерина Аврамова                                                        | 100 м на спині                       | 1:02.81           | 40                | Завершила виступ | Завершила виступ | Завершила виступ | Завершила виступ |
| Гізем Бозкурт                                                            | 200 м вільним стилем                 | 2:02.63           | 41                | Завершила виступ | Завершила виступ | Завершила виступ | Завершила виступ |
| Мерве Ероглу                                                             | 400 м вільним стилем                 | 4:24.77           | 37                | Н/Д              | Н/Д              | Завершила виступ | Завершила виступ |
| Вікторія Зейнеп Гюнеш                                                    | 50 м брасом                          | 31.45             | 22                | Завершила виступ | Завершила виступ | Завершила виступ | Завершила виступ |
| Вікторія Зейнеп Гюнеш                                                    | 100 м брасом                         | 1:07.60           | 17                | Завершила виступ | Завершила виступ | Завершила виступ | Завершила виступ |
| Вікторія Зейнеп Гюнеш                                                    | 200 м брасом                         | 2:23.81           | 5 Q               | 2:24.01          | 11               | Завершила виступ | Завершила виступ |
| Вікторія Зейнеп Гюнеш                                                    | 200 м комплексом                     | 2:12.91           | 12 Q              | 2:11.46          | 9                | Завершила виступ | Завершила виступ |
| Халіме Зелал Зерен                                                       | 200 м на спині                       | 2:15.87           | 32                | Завершила виступ | Завершила виступ | Завершила виступ | Завершила виступ |
| Гізем Бозкурт Катерина Аврамова Мерве Ероглу Халіме Зелал Зерен          | естафета 4x100 метрів вільним стилем | 3:53.22           | 19                | Н/Д              | Н/Д              | Завершила виступ | Завершила виступ |
| Гізем Бозкурт Катерина Аврамова Халіме Зелал Зерен Мерве Ероглу          | естафета 4x200 метрів вільним стилем | 8:24.39           | 17                | Н/Д              | Н/Д              | Завершила виступ | Завершила виступ |
| Халіме Зелал Зерен Вікторія Зейнеп Гюнеш Гізем Бозкурт Катерина Аврамова | естафета 4x100 метрів комплексом     | 4:06.34           | 21                | Н/Д              | Н/Д              | Завершила виступ | Завершила виступ |

Змішаний
| Спортсмени                                                                | Дисципліна                           | Попередній заплив | Попередній заплив | Фінал            | Фінал            |
| Спортсмени                                                                | Дисципліна                           | Час               | Місце             | Час              | Місце            |
| ------------------------------------------------------------------------- | ------------------------------------ | ----------------- | ----------------- | ---------------- | ---------------- |
| Дога Челік Кемал Арда Гюрдал Катерина Аврамова Гізем Бозкурт              | естафета 4x100 метрів вільним стилем | 3:33.11           | 12                | Завершили виступ | Завершили виступ |
| Катерина Аврамова Вікторія Зейнеп Гюнеш Каан Тюркер Аяр Кемал Арда Гюрдал | естафета 4x100 метрів комплексом     | DSQ               | DSQ               | Завершили виступ | Завершили виступ |

## Синхронне плавання
Турецькі спортсмени кваліфікувалися на змагання з синхронного плавання в наведених нижче дисциплінах.
Жінки
| Спортсменка                | Дисципліна              | Попередні змагання | Попередні змагання | Фінал            | Фінал            |
| Спортсменка                | Дисципліна              | Очки               | Місце              | Очки             | Місце            |
| -------------------------- | ----------------------- | ------------------ | ------------------ | ---------------- | ---------------- |
| Дефне Бакирчи              | соло, довільна програма | 73.4667            | 21                 | Завершила виступ | Завершила виступ |
| Дефне Бакирчи Місра Гюндеш | дует, технічна програма | 72.7531            | 26                 | Завершили виступ | Завершили виступ |
| Дефне Бакирчи Місра Гюндеш | дует, довільна програма | 75.1667            | 26                 | Завершили виступ | Завершили виступ |

Змішаний
| Спортсмени                 | Дисципліна              | Попередні змагання | Попередні змагання | Фінал   | Фінал |
| Спортсмени                 | Дисципліна              | Очки               | Місце              | Очки    | Місце |
| -------------------------- | ----------------------- | ------------------ | ------------------ | ------- | ----- |
| Гокче Акгюн Ягмур Деміркан | дует, технічна програма | 71.4913            | 6 Q                | 74.7756 | 6     |
| Гокче Акгюн Ягмур Деміркан | дует, довільна програма | 76.5333            | 9 Q                | 76.3667 | 9     |